# Parc Natural de la Zona Volcànica de la Garrotxa
Parc Natural de la Zona Volcànica de la Garrotxa (hiszp. Parque natural de la Zona Volcánica de la Garrocha, po polsku „Park Strefy Wulkanicznej La Garrotxa”) – obszar chronionego krajobrazu w Katalonii w północno-wschodniej Hiszpanii. Obejmuje obszar czwartorzędowego wulkanizmu.

## Historia
Rozwój przemysłu i ośrodków miejskich w latach 1970. stanowił zagrożenie dla środowiska naturalnego tego obszaru Katalonii. W 1976 roku powstała komisja do spraw ochrony krajobrazu wulkanicznego, sprawą zainteresował się także Kongres Kultury Katalońskiej. 3 marca 1982 roku parlament Katalonii jednogłośnie przyjął prawo obejmujące ten teren ochroną i tworzące rezerwaty geobotaniczne w jego obrębie. W 1985 roku stał się on parkiem naturalnym.

## Geologia
Na obszarze parku znajduje się 40 dobrze zachowanych wulkanów, w tym 10 kraterów utworzonych przez erupcje freatomagmatyczne i 23 stożki żużlowe. Stożki są ulokowane przeważnie na przecięciach uskoków przebiegających w liniach wschód-zachód i północny wschód-południowy zachód. Zidentyfikowano ponad 20 potoków lawowych oraz liczne osady wulkaniczne. Wulkany były aktywne w czasie od 700 tysięcy do 8 tysięcy lat temu (plejstocen i holocen). Ich utworzenie było związane z wewnątrzpłytowym wulkanizmem alkalicznym, mającym źródło w bazaltowych i bazanitowych magmach związanych z systemem kenozoicznych ryftów w Europie.

## Flora i fauna
Klimat i gleby obszaru pozwalają na istnienie bogatych zbiorowisk roślin typowych zarówno dla klimatu śródziemnomorskiego, jak i umiarkowanego środkowoeuropejskiego. Łącznie zidentyfikowano tu 1173 gatunki roślin wyższych. Prawie 65% parku pokrywają lasy, tworzone głównie przez dąb ostrolistny, dąb szypułkowy i buk zwyczajny, choć występują też lasy mieszane i olsy. Poza nimi w parku znajdują się grunty orne, jako że w wielu kraterach i na większości potoków lawowych uprawiano ziemię i występują żyzne gleby brunatne. Około 1/4 obszaru parku pokrywają uprawy, głównie zbóż i pasz dla zwierząt hodowlanych w comarce Garrotxa.
W parku stwierdzono występowanie aż 307 gatunków kręgowców, w tym 53 gatunki ssaków, 210 ptaków, 18 gadów, 14 płazów i 12 ryb, oraz 1267 bezkręgowców, w tym 1083 gatunki owadów.